# گائل تویا
گائل تویا (فرانسوی: Gaël Touya‎؛ زادهٔ ۱۳ اکتبر ۱۹۷۳) شمشیرباز اهل فرانسه است.
وی همچنین برندهٔ جوایزی همچون لژیون دونور (شوالیه) شده‌است.
وی در مسابقات کشوری و بین‌المللی در مجموع برندهٔ ۱ مدال طلا شده‌است.